# Kerk van de Onbevlekte Ontvangenis (Düsseldorf)
De Kerk van de Onbevlekte Ontvangenis (Duits: St. Mariä Empfängnis) is een rooms-katholieke kerk aan de Oststraße in de binnenstad van Düsseldorf. De kerk werd in de jaren 1894-1896 naar het ontwerp van Ludwig Becker gebouwd in de vorm van een neogotische kathedraal. De kerk wordt ook Mariakerk (Marienkirche) genoemd. Sinds 1982 staat de kerk op de monumentenlijst.  

## Geschiedenis
In verband met de opsplitsing van de parochie werd besloten tot de bouw van een nieuwe kerk. Hiervoor werd een wedstrijd uitgeschreven, waarbij het ontwerp van de dombouwmeester van Mainz, Ludwig Becker, met een eerste prijs werd onderscheiden. Naar zijn ontwerp werd in de jaren 1894-1896 de Mariakerk gebouwd. 
Vanaf het jaar 1932 tot zijn arrestatie door de Gestapo in 1936 was Joseph Cornelius Rossaint kapelaan in de kerk. Bij een luchtaanval in de Tweede Wereldoorlog werd de kerk in 1943 verwoest. De herbouw onder leiding van de architect Josef Lehmbrock uit Düsseldorf duurde van 1950 tot 1969. Van 1976 tot 1982 volgde een restauratie, waarbij het interieur weer zoveel mogelijk in de oorspronkelijke staat werd teruggebracht.    

## Beschrijving
De Mariakerk is een gebouw met een hoge middenbeuk en twee lagere zijbeuken en heeft twee hoge zeshoekige hoofdtorens. Deze torens sluiten de zijbeuken aan de westzijde af. Aan de westelijke kant van het kerkschip zijn aan zowel de noordelijke als de zuidelijke kant een kapel toegevoegd. Tussen de tweelingstorens bevindt zich een ruime voorhal en naar binnen toe de orgelgalerij.     
Het kerkgebouw is een drieschepige basiliek met transept. Het hoogkoor is omgeven met een omgang. Aan de kooromgang sluit zich aan de zuidzijde de sacristie en een vergaderzaal aan. Tussen het koor en het transept sluiten zich nog aan elke zijde nog twee kapelkransachtige zijkoren aan. 

## Inrichting
Van de oorspronkelijke inrichting is door de verwoesting van de kerk in de oorlog niets overgebleven. Na de oorlog werden in 1957 een aantal vensters voorzien van betonglasvensters. Het orgel werd in 1978 door de orgelbouwer Johannes Klais uit Bonn gebouwd. Het instrument heeft 44 registers (sleepladen) verdeeld over drie manualen en pedaal. De speel- en registertracturen zijn mechanisch.

## Afbeeldingen

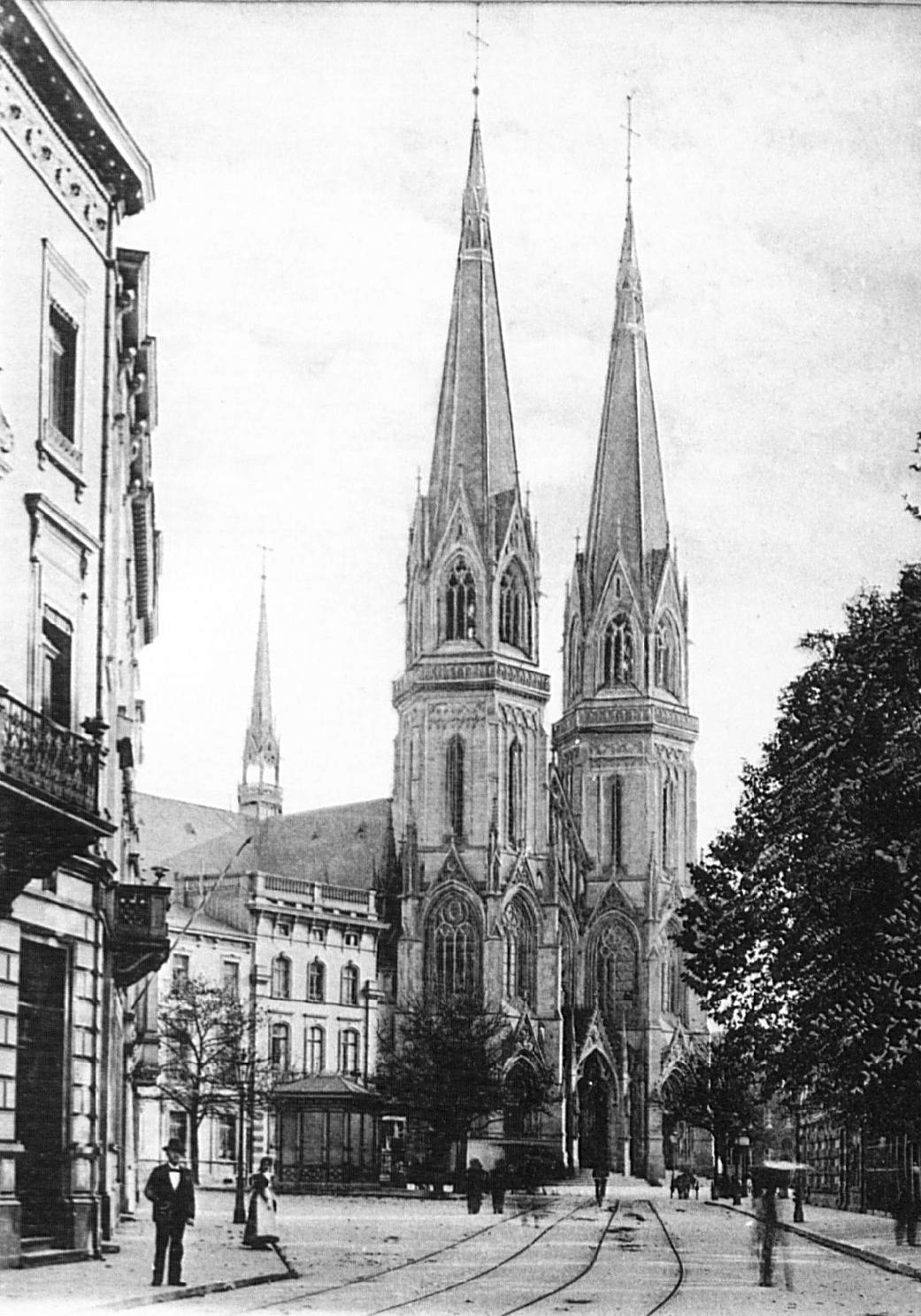
De kerk circa 1900
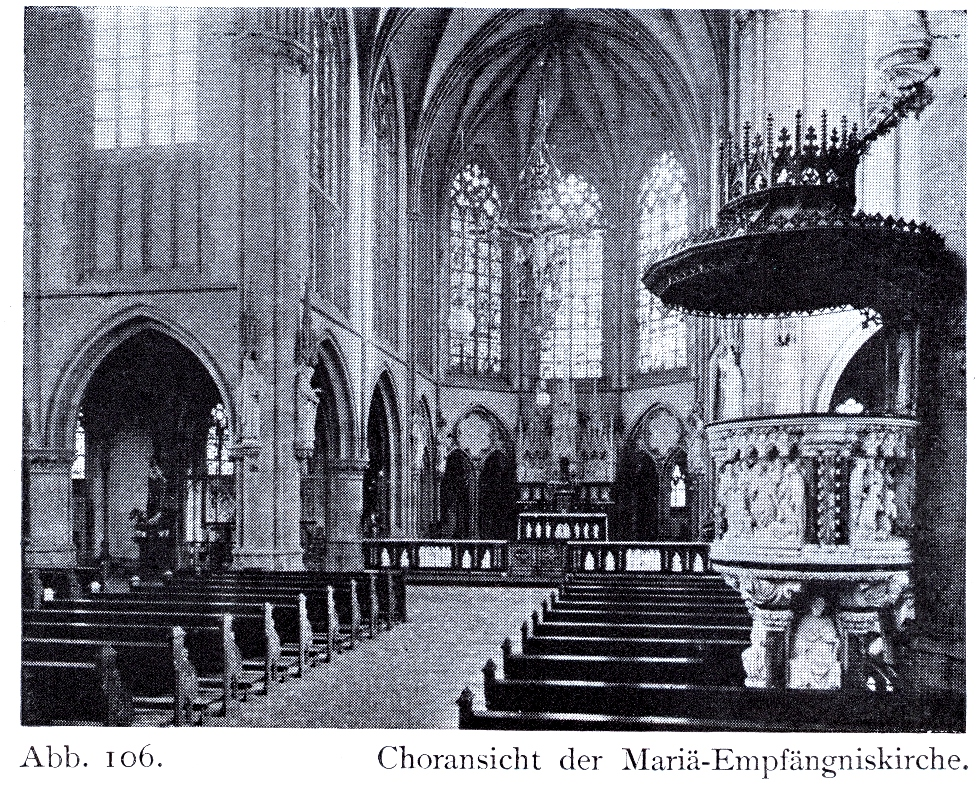
Het oude neogotische interieur
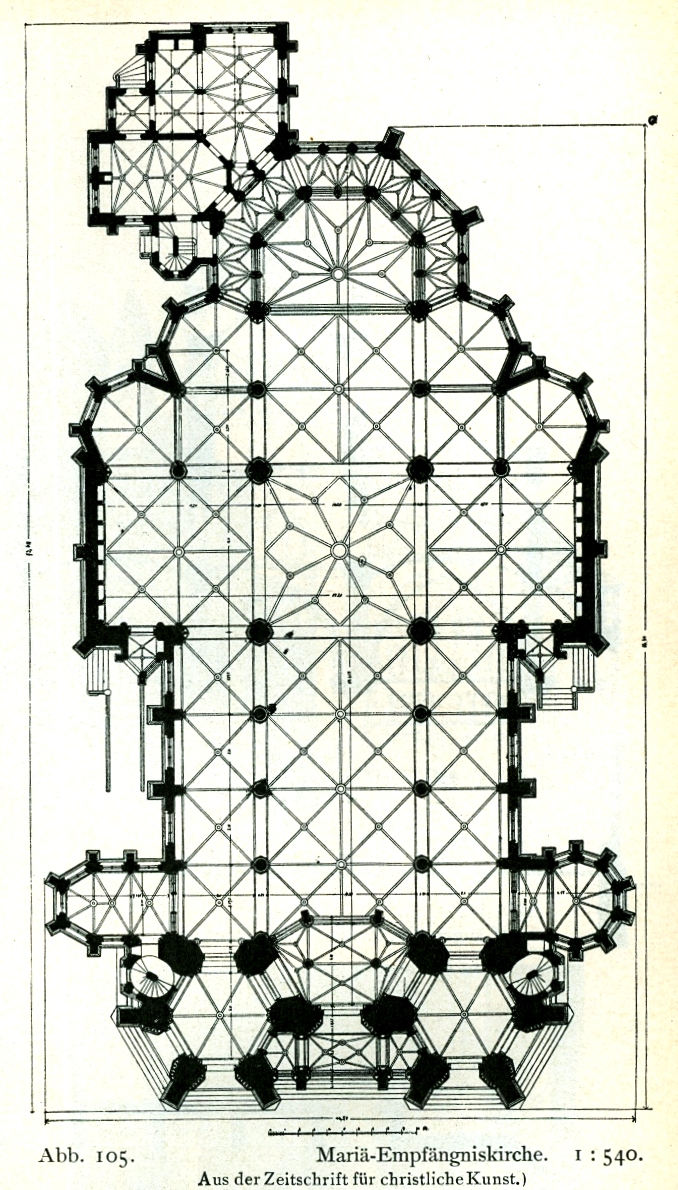
Plattegrond (1904)